# Alexandre-Édouard Kierzkowski
 (décembre 2009).
Si vous disposez d'ouvrages ou d'articles de référence ou si vous connaissez des sites web de qualité traitant du thème abordé ici, merci de compléter l'article en donnant les références utiles à sa vérifiabilité et en les liant à la section « Notes et références ».
Pour les articles homonymes, voir Kierzkowski.
Alexandre-Édouard Kierzkowski, né Alexander Edward Kierzkowski (21 novembre 1816-4 août 1870) est un auteur, ingénieur civil et homme politique fédéral du Québec.
Né dans le Grand-duché de Posen, aujourd'hui en Pologne, M. Kierzkowski joint l'Armée polonaise à titre d'officier lors d'une campagne contre les Russes entre 1830 et 1831. Il émigre ensuite à Paris en France où il obtient un diplôme en ingénierie civile. Arrivé au Canada en 1842, il épouea Louise-Amélie Debartzch, fille du seigneur Pierre-Dominique Debartzch. Par son mariage, il devient seigneur de différentes parties de Saint-François-le-Neuf, Cournoyer, Debartzch et L'Assomption. Entretemps, il est nommé juge de paix et ensuite major dans la milice de Richelieu en 1855.
En 1858, il devient membre du Conseil législatif de la province du Canada dans la division de Montarville. Déclaré inapte à siéger en 1861, mais est élu à l'Assemblée législative dans Verchères la même année. Cette dernière élection est déclarée nulle en 1863. Après la mort de sa femme en 1868, il épousa en secondes noces Caroline-Virginie, cousine de sa défunte épouse et fille de François-Roch de Saint-Ours. Élu député du Parti libéral du Canada dans la circonscription de Saint-Hyacinthe en 1867, il est mort en fonction dans la ville de Saint-Ours en 1870 à l'âge de 53 ans.